# Optična napaka
Optična napaka (tudi napaka optičnih naprav) ali optična aberacija je vsaka optična napaka, ki povzroči nastanek nepravilnih slik v optičnih napravah. Nastane takrat, ko se žarki, ki izhajajo iz ene točke na predmetu, ne zberejo v samo eni točki slike. Izdelovalci optičnih naprav poskušajo z različnimi načini odpraviti te vrste napak na optičnih napravah.
Optične napake se delijo na dve vrsti:
- monokromatske (enobarvne) optične napake
- kromatske (barvne) optične napake

Med momokromatske napake se štejejo:
- popačenje slike (distorzija, dve obliki:izbočenje ali napihovanje- sodček in vbočenje - blazina)
- sferna aberacija
- koma (optika)
- astigmatizem

Monokromatske napake niso odvisne od valovne dolžine svetlobe. Ta vrsta napak nastaja zaradi geometrije optičnih elementov, ki optično napravo sestavljajo. Nastopajo pa pri odboju in pri lomu svetlobe v enaki meri. Opazi se jih lahko tudi pri monokromatski svetlobi (enobarvna svetloba).
Med kromatske (barvne) napake pa se šteje:
- kromatična aberacija

Te napake nastajajo, zaradi disperzije svetlobe (odvisnost lomnega količnika od valovne dolžine svetlobe).

## Zernikeov model
Krožno valovno čelo se lahko modelira s pomočjo Zernikeovih polinomov. Te polinome je razvil nizozemski fizik Frits Zernike (1888 – 1966). Zernikeovi polinomi dajejo koeficiente, ki predstavljajo različne tipe optičnih napak (aberacij).